# Kremmener Luch

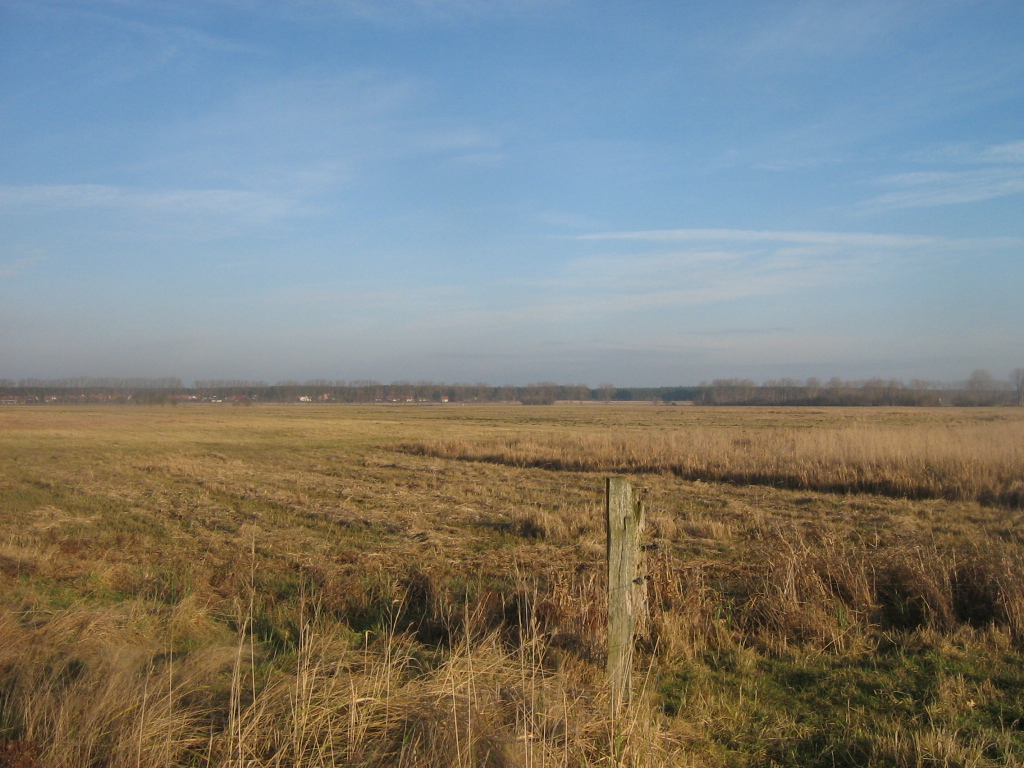
Das Kremmener Luch im Januar, Blick von den Horstbergen nach Nordosten

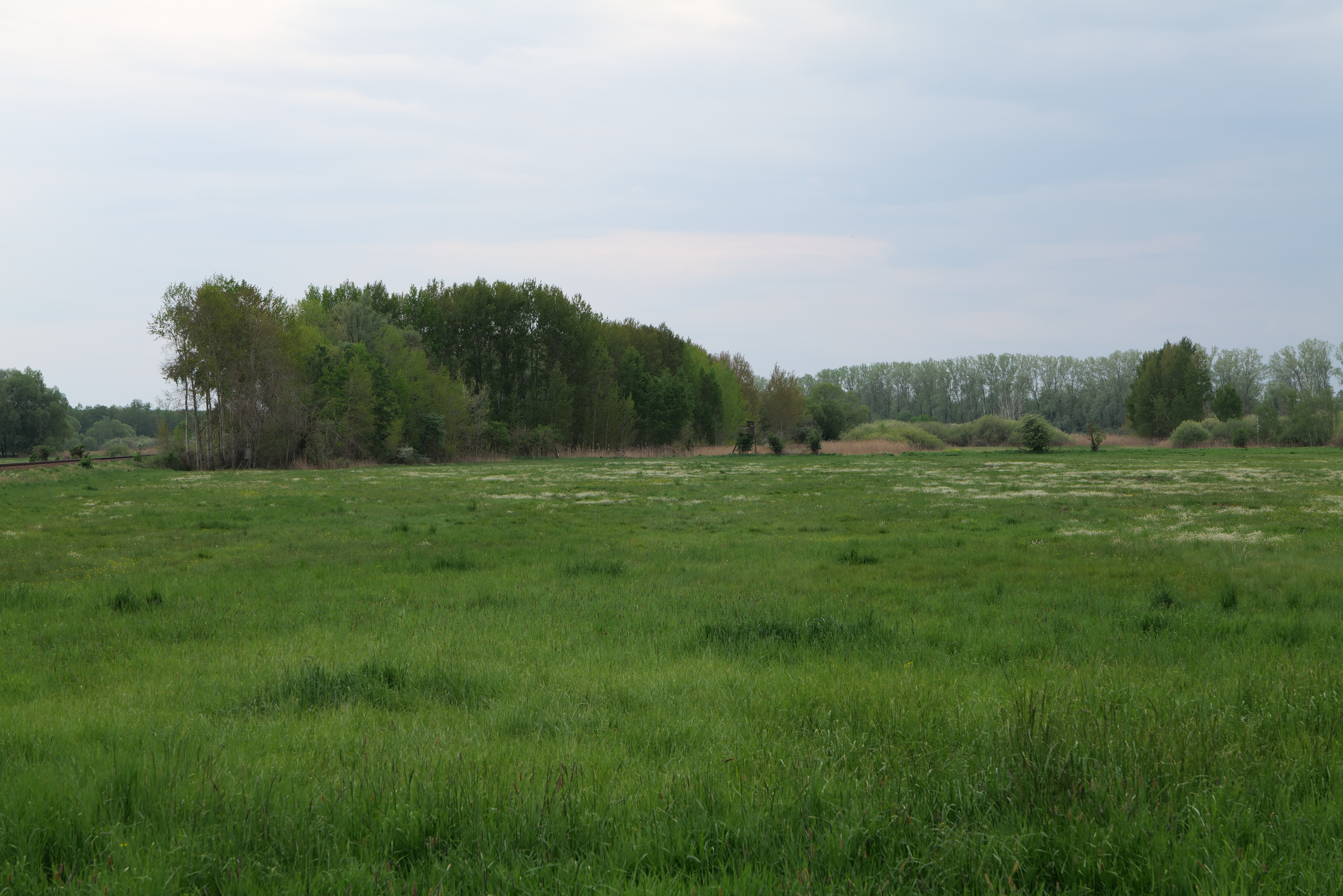
Kremmener Luch im Mai, am linken Rand zu Erkennen die Bahnstrecke zwischen Hennigsdorf und Neuruppin

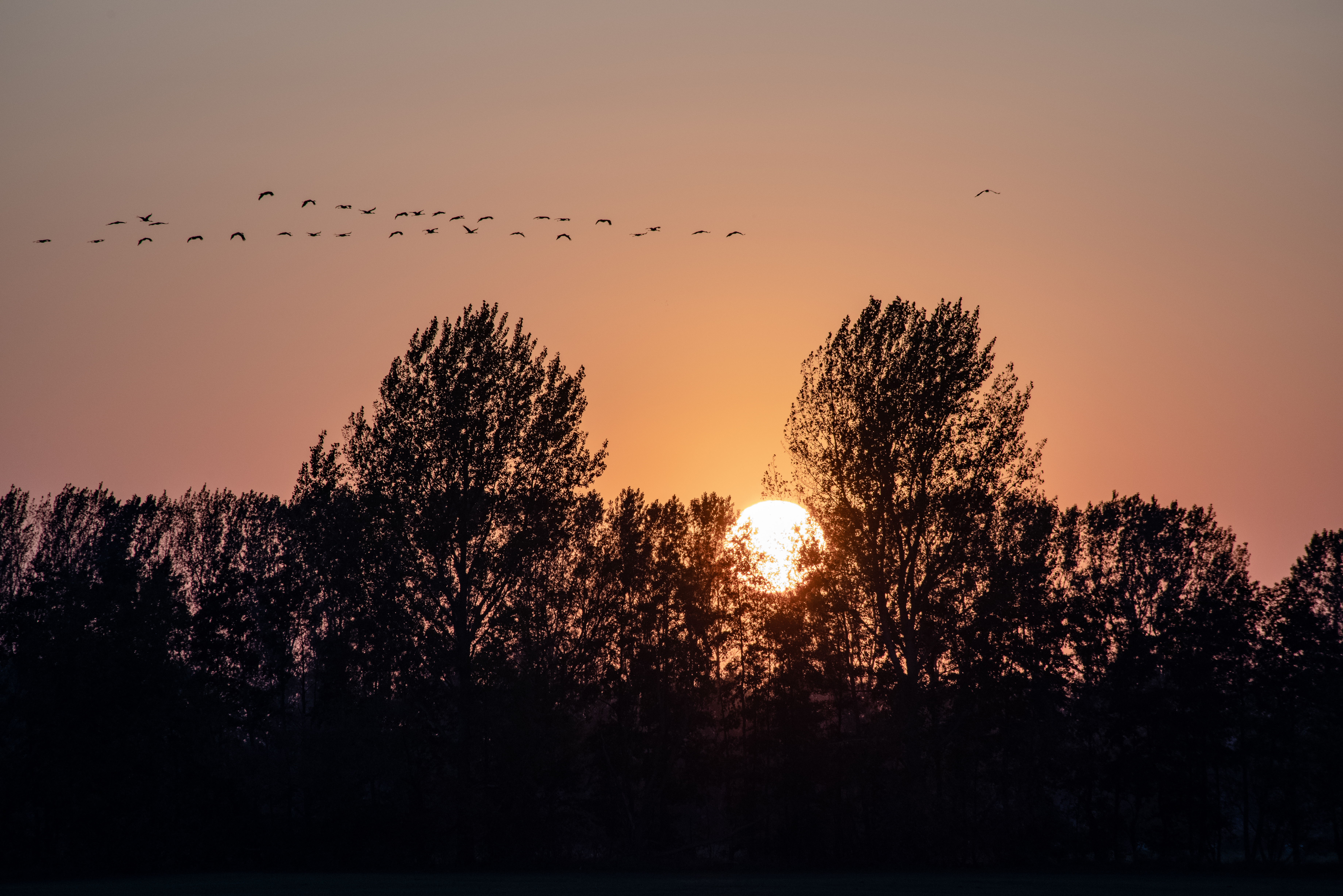
Kranichzug am Himmel über dem Kremmener Luch in der Abenddämmerung.

Das Naturschutzgebiet Kremmener Luch liegt auf dem Gebiet des Landkreises Oberhavel in Brandenburg.
Das Gebiet mit der Kenn-Nummer 1083 wurde mit Verordnung vom 22. September 2009 unter Naturschutz gestellt. Das 1186 ha große Naturschutzgebiet, in dem der Kremmener See liegt, erstreckt sich nordwestlich der Kernstadt Kremmen zu beiden Seiten des Kremmener Rhins.
Das Kremmener Luch ist der historisch zu Kremmen gehörende Teil des Rhinluches. Der westlich angrenzende Bereich wurde Flatower Luch genannt, der nördlich angrenzende Sommerfelder Luch, der nordöstlich angrenzende Schleuener Luch. Im Süden wird das Kremmener Luch von der Hochfläche des Glien begrenzt. Mit der Eingemeindung der Nachbarorte Flatow, Beetz und Sommerfeld zu Kremmen werden auch deren Anteile am Luch zunehmend dem Kremmener Luch zugerechnet, so dass dieses jetzt nördlich bis an das Waldgebiet Rüthnicker Heide reicht. Das gesamte Rhinluch ist ein flaches Niedermoorgebiet in Brandenburg. Es liegt vollständig innerhalb des Eberswalder Urstromtales. Das Luch wurde ursprünglich vom Sickerwasser der angrenzenden Hochflächen gespeist.
Der Rhin trug zusätzliches Wasser hinein, entwässerte aber infolge seines hier sehr geringen Gefälles das Gebiet nicht effektiv. Die Staunässe war Ursache der Vermoorung. Seit Bestehen des Ruppiner Kanals fließt ein Teil des Rhinwassers in umgekehrter Richtung nach Osten in Richtung Havel ab und trägt so dazu bei, den Wasserbedarf der Großstadt Berlin zu decken. Eingebettet im Luch befindet sich der Kremmener See, der bereits 1924 unter Naturschutz gestellt wurde. Hier ist es noch möglich, Kraniche, Biber und Fischotter zu beobachten. Bereits vor 300 Jahren wurde begonnen, das Kremmener Luch trockenzulegen. Heute ist der größte Teil landwirtschaftlich nutzbar und hat damit seinen Luchcharakter verloren. Durch das Luch führt der Kremmer Damm, die einzige Straßenverbindung nach Norden, sowie die Bahnstrecke Kremmen–Neuruppin.